# Cybocephalus genitalia
Cybocephalus genitalia là một loài bọ cánh cứng trong họ Cybocephalidae. Loài này được Smirnoff miêu tả khoa học năm 1954.